# José Mari Bakero
José María Bakero Escudero (Goizueta, 1963. február 11. –) spanyol válogatott labdarúgó, edző.

## Pályafutása

### Klubcsapatban
A Real Sociedadban, 17 évesen mutatkozott be 1980. szeptember 6-án egy Valencia CF elleni 3–2-es vereséggel záródó bajnokin. Az 1980–81-es szezonban 27 alkalommal lépett pályára, gólt ugyan nem szerzett, de a Real Sociedad megszerezte a bajnoki címet. Az 1981–82-es idény végén megvédték bajnoki címüket. Olyan csapattársai voltak ebben az időben, mint: Luis Arconada, Jesús María Satrústegui és Jesús María Zamora.
1988-ban a Barcelonahoz szerződött, ahol együtt játszhatott többek között Txiki Begiristain, Julio Salinas, Ion Andoni Goikoetxea hármassal. 1988 és 1997 között 329 mérkőzésen játszott a Barcelona színeiben. Első négy szezonjában 47 alkalommal volt eredményes. Kezdőként szerepelt az 1991–92-es bajnokcsapatok Európa-kupájának döntőjében, melyet 1–0 arányban megnyertek az olasz Sampdoria ellen. 1997-ben a mexikói Veracruz csapatához szerződött, de mindössze néhány mérkőzésen játszott.

### A válogatottban
1982 és 1986 között 5 alkalommal lépett pályára a spanyol U21-es válogatottban és 1 gólt szerzett. 1987 és 1994 között 30 alkalommal szerepelt a spanyol válogatottban és 7 gólt szerzett. Részt vett az 1988-as Európa-bajnokságon, az 1990-es és az 1994-es világbajnokságon.

### Edzőként
Edzői pályafutását 1999-ben kezdte a Pueblanal. 2005-ben a Malaga B vezetőedzője lett és bent tartotta csapatát a másodosztályban a 2004–05-ös szezon végén. 2005 augusztusában sportigazgatónak nevezték ki a Real Sociedadnál, majd a csapat irányítását is átvette a 2005–06-os bajnokság közben. A következő idény első hét mérkőzése után menesztették.  2007 októberében korábbi csapattársa Ronald Koeman edzői stábjában kapott helyet a Valencianal.
2009 novemberében a lengyel Polonia Warszawa vezetőedzői posztjára nevezték ki. Az utolsó helyen álló Poloniat végül bent tartotta és vezetésével tíz év óta először sikerült legyőzniük a városi rivális Legia Warszawat. 2010. szeptember 13-án menesztették, de két hónapra rá egy másik lengyel csapat a Lech Poznań kispadjára ülhetett le. Első mérkőzésén 3–1-re legyőzték a Manchester City-t az Európa-ligában.
2012. február 25-én 3–0-s vereséget szenvedtek a Ruch Chorzów ellen és ez az állásába került. 2013-ban Dél-Amerikába szerződött a perui Juan Aurich csapatához, de a gyenge eredmények miatt hamar távozott.

## Sikerei, díjai
Real Sociedad
- Spanyol bajnok (2): 1980–81, 1981–82
- Spanyol kupa (1): 1986–87
- Spanyol szuperkupa (1): 1982

Barcelona
- Spanyol bajnok (4): 1990–91, 1991–92, 1992–93, 1993–94
- Spanyol kupa (1): 1989–90
- Spanyol szuperkupa (4): 1991, 1992, 1994, 1996
- Bajnokcsapatok Európa-kupája (1): 1991–92
- Kupagyőztesek Európa-kupája (2): 1988–89, 1996–97
- UEFA-szuperkupa (1): 1992

## Külső hivatkozások
- José Mari Bakero – a FIFA adatbázisában
- José Mari Bakero adatlapja a National-Football-Teams.com oldalon (angolul)

- José Mari Bakero (angol nyelven). eu-football.info
- José Mari Bakero (angol nyelven). BDFutbol.com
- José Mari Bakero (edzőként) (angol nyelven). BDFutbol.com

| Előző José Ramón Alexanko | az FC Barcelona csapatkapitánya 1993–1996 | Következő Gheorghe Popescu |